# Wstęp do psychoanalizy
Wstęp do psychoanalizy (niem. Vorlesungen zur Einführung in die Psychoanalyse) – książka Sigmunda Freuda z 1917 roku. Jest to zbiór 28 wykładów wygłoszonych na Uniwersytecie Wiedeńskim w latach 1915–1917 „przed audytorium składającym się z lekarzy i «laików obojga płci»”.
W Polsce praca ukazała się w 1935 w tłumaczeniu Salomei Kempnerówny i Witolda Zaniewickiego.

## Problematyka
W dwudziestu ośmiu elementarnych wykładach dla laików Freud opisuje główne metody i wyniki psychoanalizy podsumowujące wyniki trzydziestu lat badań. Autor prezentuje tu nową koncepcję zarówno dzieciństwa, jak i okresu dojrzewania, nowy pogląd na sny i marzenia senne i nieznane dotąd mechanizmy psychiczne wspólne dla normalnych i patologicznych stanów i procesów. Dzieło zawiera koncepcję psychoanalizy, tłumaczącą ukryte przyczyny niektórych czynności i zachowań ludzkich, jak: czynności pomyłkowe, reakcje nerwicowe, niektóre zachowania seksualne i stany lękowe.

## Części dzieła
Książka składa się z 28 wykładów, podzielonych na 3 części.
- I. Czynności pomyłkowe,
- II. Marzenia senne,
- III. Nauka ogólna o nerwicach.

## Recepcja
Najpopularniejsze i najczęściej tłumaczone dzieło autora. Praca od jej opublikowania do czasów współczesnych nie przestaje budzić zainteresowania naukowców różnych dziedzin. Ma ona zarówno zwolenników, jak i krytyków wypowiadających się z pozycji: marksizmu, Kościoła katolickiego, klasycznej psychologii, a także współczesnych psychoanalityków, przedstawicieli psychologii głębi.
Dzieło zostało przełożone na 16 języków.